# Qian Dehong
Qian Dehong (chinois simplifié :  钱德洪, chinois traditionnel : 錢德洪, pinyin : Qián Déhón, Wade-Giles : Ch'ien Te-hung) est un philosophe, écrivain et éducateur de la dynastie Ming moyenne et tardive. 

## Biographie
Qian nait à Yuyao, à Shaoxing Fu (紹興府/绍兴府, actuel Ningbo), province du Zhejiang. Son nom d'origine est Kuan (宽), et le prénom social, Hongfu (洪甫).                             Le nom de Kuan est transformé en Dehong, afin d'éviter un tabou : sa récente ascendance porte le nom de Kuan. 
Durant sa jeunesse, il s'installe à Lingxu Hill (霛緒山/灵绪山, ou Lingxushan) et étudie le Yi Ching. Il est parfois surnommé Monsieur Xushan (緒山先生/绪山先生). 
Dans la onzième année de l'ère de Jiajing (嘉靖十一年, 1532), Qian étudie pour l'examen impérial. Wang Ji, philosophe confucéen, est son camarade de classe. Qian obtient le diplôme le plus élevé du système des examens impériaux (keju 科舉), le  Jinshi (進士/进士).
Il devient ensuite fonctionnaire, secrétaire pour Wang Yangming, et professeur dans plusieurs écoles.

## Philosophie
Qian est un des premiers étudiants (ou disciples) du philosophe Wang Yangming, avec son compagnon Wang Ji. Qian passe la majeure partie de sa vie à étudier les classiques confucéens et à développer la philosophie de l'École d'esprit de Yangming ( 陽明心學/阳明心学; japonais: 陽明学;romanisation japonaise: Ôyômei-gaku, Ō signifie le nom "Wang", yômei signifie "Yangming", gaku signifie "école d'apprentissage").
Qian collecte et modifie les œuvres philosophiques de Wang. Après la mort de ce dernier, il édite sa biographie. Qian développe la philosophie de Wang Yangming, en particulier l'explication de l'influente doctrine des quatre prières de Wang Yangming, mais son interprétation était très différente de son camarade de classe et collègue Wang Ji.
Qian écrit la préface et le post-scriptum de l'œuvre philosophique la plus importante de Wang Yangming – Le Registre de l'Enseignement et de la Pratique (《傳習錄》/《传习录》).

## Autres œuvres
- Contribution au Registre de l'Enseignement et de la Pratique (《傳習錄》/《传习录》)
- Contribution au Questionnement du Grand Apprentissage (《大學問》/《大学问》)
- Édition de l'Histoire des chevaux et des politiques de Posthouse  (《歷代馬政志》/《历代马政志》)

## Principales références bibliographiques
- (en) Cet article est partiellement ou en totalité issu de l’article de Wikipédia en anglais intitulé « Qian Dehong » (voir la liste des auteurs).

Registres historiques et livres:
- Registre de l'Enseignement et de la Pratique (《傳習錄》/《传习录》), dynastie Ming
- Collection de Xu Ai, Qian Dehong et Dong Yuan (《徐愛錢德洪董澐集》/《徐爱钱德洪董沄集》), dynastie Ming (collection complète des œuvres de ces trois philosophes, ainsi que leur biographie).
- Histoire des Ming (《明史》) : Biographie de Qian Dehong

Matériaux contemporains :
- Ethics in the Confucian Tradition: The Thought of Mengzi and Wang Yangming de P. J. Ivanhoe, 2002